# Union bouddhique belge
L’Union Bouddhique Belge ou U.B.B. (en néerlandais : Boeddhistische Unie van België - B.U.B.) est une association sans but lucratif (ASBL) belge créée en 1997. Son président est Carlo Luyckx, ancien échevin du Parti socialiste à Saint-Gilles 
Il s'agit d'une fédération d'associations bouddhiques de Belgique. Cette association a succédé à la Fédération des Communautés bouddhistes de Belgique créée en 1986. Elle a introduit le 20 mars 2006 auprès du ministère de la Justice une demande de reconnaissance officielle du bouddhisme comme philosophie non confessionnelle.
L'U.B.B. adhère à l'Union bouddhiste européenne depuis 1998.

## Vision et mission

### Vision
L’Union Bouddhique Belge aspire à l’émergence d’une société harmonieuse et pacifique, où la compassion et la sagesse contribuent à libérer tous les êtres sensibles de la souffrance.

### Mission
L’Union Bouddhique Belge met tout en œuvre afin de donner la possibilité à ses membres de concrétiser cette vision, notamment à travers:
1. le dialogue entre les traditions bouddhiques présentes en Belgique, sur les valeurs et les défis auxquels notre société est confrontée;
2. la préservation du bouddhisme authentique dans la diversité de ses traditions;
3. la promotion de l’étude de la doctrine bouddhique, en s’inspirant notamment de sources historiques et scientifiques, de la culture contemporaine, et des pratiques vivantes ;
4. la représentation vis-à-vis des autorités publiques, des acteurs sociaux et des autres convictions;
5. l’interaction avec la société notamment à travers le dialogue et l’engagement sociétal;
6. l’organisation et la coordination de l’assistance moral bouddhique au sein des institutions de services au public

## Liste des présidents (et durée de mandat)
- Carlo Luyckx (à partir de 23 mars 2014)
- Monique De Knop (19 avril 2012 - 23 mars 2014)
- Michel Deprèay (27 septembre 2008 - 19 avril 2012)
- Frans Goetghebeur (1997 - 27 septembre 2008)[2],[3]

## Organisations affiliées
Les associations bouddhiques suivantes adhèrent à l'U.B.B. :
Vajrayāna
- Bouddhisme Shingon
  - Yō e an
- Bouddhisme tibétain
  - Dzogchen Gelek Palbar Ling
  - Institut Nalanda (Kagyüpa)
  - Karma Sonam Gyamtso Ling (Kagyüpa)
  - Centres Rigpa (Nyingmapa)
  - Samye Dzong Bruxelles (Kagyüpa)
  - Samye Dzong Beaumont (Kagyüpa)
  - Samye Dzong Drî l'Ak (Kagyüpa)
  - Yeunten Ling (Kagyüpa)
  - Padma Ling (Ripa)
  - Sangha Loka de Bruxelles

Mahāyāna
- - Association Bouddhique de Liège (Thiên)
  - Association des Bouddhistes de Linh Son
  - Association Zen Belgique (Sōtō)
  - Centre Zen de la pleine Conscience
  - Daisen - Centre zen
  - Ecole Zen Kwan Um
  - Jikōji, Centrum voor Shin-boeddhisme
  - Shikantaza (Sōtō)
  - Shinnyo-en
  - Soka Gakkai International Belgium
  - Zen Sangha vzw (Sōtō)

Theravāda
- - Dhammagroup (vipassana)
  - Société Dhammakaya International de Belgique
  - Wat Thai Dhammaram

Autres traditions
- Communauté bouddhiste Triratna